# Saison 2001 von Super 12
Die Saison 2001 war die sechste Ausgabe von Super 12, einem Rugby-Union-Wettbewerb mit zwölf Franchise-Mannschaften aus Australien, Neuseeland und Südafrika.
Es wurden insgesamt 69 Spiele ausgetragen, wobei jede Mannschaft eine Round Robin gegen die elf anderen Mannschaften austrug. Es folgten zwei Halbfinalspiele und schließlich das Finale. Meister wurden erstmals die Brumbies aus der australischen Hauptstadt Canberra.

## Ergebnisse

### Tabelle
M = Amtierender Meister
|     | Team            | Spiele | Siege | Unent. | Ndlg. | Spiel- punkte | Diff. | Bonus- punkte | Tabellen- punkte |
| --- | --------------- | ------ | ----- | ------ | ----- | ------------- | ----- | ------------- | ---------------- |
| 01. | Brumbies        | 11     | 8     | 0      | 3     | 348:204       | + 144 | 8             | 40               |
| 02. | Sharks          | 11     | 8     | 0      | 3     | 322:246       | + 76  | 6             | 38               |
| 03. | Cats            | 11     | 7     | 0      | 4     | 285:244       | + 41  | 6             | 34               |
| 04. | Queensland Reds | 11     | 6     | 0      | 5     | 300:277       | + 23  | 8             | 32               |
| 05. | Highlanders     | 11     | 6     | 0      | 5     | 284:295       | − 11  | 5             | 29               |
| 06. | Chiefs          | 11     | 6     | 0      | 5     | 301:330       | − 29  | 4             | 28               |
| 07. | Stormers        | 11     | 5     | 0      | 6     | 278:285       | − 7   | 6             | 26               |
| 08. | NSW Waratahs    | 11     | 5     | 0      | 6     | 306:302       | + 4   | 5             | 25               |
| 09. | Hurricanes      | 11     | 5     | 0      | 6     | 291:316       | − 25  | 5             | 25               |
| 10. | Crusaders (M)   | 11     | 4     | 0      | 7     | 307:331       | − 24  | 7             | 23               |
| 11. | Blues           | 11     | 4     | 0      | 7     | 243:298       | − 55  | 5             | 21               |
| 12. | Bulls           | 11     | 2     | 0      | 9     | 241:378       | − 137 | 3             | 11               |

Die Punkte werden wie folgt verteilt:
- 4 Punkte bei einem Sieg
- 2 Punkte bei einem Unentschieden
- 0 Punkte bei einer Niederlage (vor möglichen Bonuspunkten)
- 1 Bonuspunkt für vier oder mehr Versuche, unabhängig vom Endstand
- 1 Bonuspunkt bei einer Niederlage mit weniger als sieben Punkten Unterschied

### Halbfinale
| 19. Mai 2001 | Brumbies                                                                                                | 30 : 6        | Queensland Reds                     | Canberra Stadium, Canberra Schiedsrichter: Jonathan Kaplan (Südafrika) |
| 19. Mai 2001 | Versuche: Finegan, Mortlock, Paul Erhöhungen: Walker (3) Straftritte: Walker (2) Dropgoals: Larkham (1) | (7:6) Bericht | Straftritte: Drahm (1), Flatley (1) | Canberra Stadium, Canberra Schiedsrichter: Jonathan Kaplan (Südafrika) |

| 19. Mai 2001 | Sharks                                                                                           | 30 : 12       | Cats                  | Kings Park Stadium, Durban Schiedsrichter: Stuart Dickinson (Australien) |
| 19. Mai 2001 | Versuche: Britz, Halstead, Terblanche, van Rensburg Erhöhungen: James (1) Straftritte: James (1) | (5:0) Bericht | Straftritte: Koen (4) | Kings Park Stadium, Durban Schiedsrichter: Stuart Dickinson (Australien) |

### Finale
| 26. Mai 2001 | Brumbies                                                                  | 36 : 6        | Sharks                 | Canberra Stadium, Canberra Schiedsrichter: Paddy O’Brien (Neuseeland) |
| 26. Mai 2001 | Versuche: Giffin, Roff (2) Erhöhungen: Walker (3) Straftritte: Walker (5) | (6:6) Bericht | Straftritte: James (2) | Canberra Stadium, Canberra Schiedsrichter: Paddy O’Brien (Neuseeland) |

| 15                 | Andrew Walker      |
| 14                 | Graeme Bond        |
| 13                 | James Holbeck      |
| 12                 | Rod Kafer          |
| 11                 | Joe Roff           |
| 10                 | Stephen Larkham    |
| 09                 | George Gregan (c)  |
| 08                 | Jim Williams       |
| 07                 | George Smith       |
| 06                 | Peter Ryan         |
| 05                 | David Giffin       |
| 04                 | Justin Harrison    |
| 03                 | Ben Darwin         |
| 02                 | Jeremy Paul        |
| 01                 | Bill Young         |
| Auswechselspieler: |                    |
| 16                 | Tom Murphy         |
| 17                 | Matt Weaver        |
| 18                 | David Pusey        |
| 20                 | Travis Hall        |
| 22                 | Mark Bartholomeusz |

| 15                 | Ricardo Loubscher     |
| 14                 | Stefan Terblanche     |
| 13                 | Deon Kayser           |
| 12                 | Trevor Halstead       |
| 11                 | Justin Swart          |
| 10                 | Butch James           |
| 09                 | Graig Davidson        |
| 08                 | AJ Venter             |
| 07                 | Charl van Rensburg    |
| 06                 | Warren Britz          |
| 05                 | Mark Andrews (c)      |
| 04                 | Albert van den Berg   |
| 03                 | Etienne Fynn          |
| 02                 | John Smit             |
| 01                 | Ollie Le Roux         |
| Auswechselspieler: |                       |
| 16                 | Lukas van Biljon      |
| 17                 | Brent Moyle           |
| 18                 | Brad McLeod-Henderson |
| 19                 | Shaun Sowerby         |
| 20                 | Hentie Martens        |
| 21                 | Gaffie du Toit        |
| 22                 | André Snyman          |

## Statistik

### Meiste erzielte Versuche
|    | Spieler        | Team            | Versuche |
| -- | -------------- | --------------- | -------- |
| 1. | Andrew Walker  | Brumbies        | 8        |
| 1. | Aisea Tuilevu  | Highlanders     | 8        |
| 3. | Owen Finegan   | Brumbies        | 7        |
| 3. | Chris Latham   | Queensland Reds | 7        |
| 3. | Breyton Paulse | Stormers        | 7        |

### Meiste erzielte Punkte
|    | Spieler            | Team         | Punkte |
| -- | ------------------ | ------------ | ------ |
| 1. | Braam van Straaten | Bulls        | 153    |
| 2. | Stirling Mortlock  | Brumbies     | 144    |
| 3. | Matt Burke         | NSW Waratahs | 129    |
| 4. | David Holwell      | Blues        | 126    |
| 5. | Glen Jackson       | Chiefs       | 123    |